# Slaughter to Prevail
Slaughter to Prevail är ett ryskt-amerikanskt deathcoreband bildat år 2014 i Jekaterinburg, Ryssland. Bandet är känt för sin aggressiva musikstil, djupa growls och kombinationen av death metal och metalcore-element. De är också kända för sina skrämmande masker och scennärvaro.

## Historia
Innan bildandet av Slaughter to Prevail var den brittiska gitarristen Jack Simmons medlem i det London-baserade deathcore-bandet Acrania, medan den ryska sångaren Alex Terrible hade fått en kultföljning online för sina YouTube-vokalcovervideor. Terrible och Dimitry Mamedov var båda tidigare medlemmar i det ryska deathcore-bandet We Are Obscurity, som upplöstes efter att ha misslyckats med att hitta ett skivbolag. [källa behövs] Simmons rekryterade dem tillsammans med den ryska trummisen Anton Poddyachy för att bilda det som skulle bli Slaughter to Prevail. De släppte en EP med titeln "Chapters of Misery" 2015, skrev på för Sumerian Records 2016, och återutgav "Chapters of Misery" med en ny låt, "As the Vultures Circle", som deras debututgivning under skivbolaget. I maj 2016 meddelades det att Slaughter to Prevail skulle gå med i band som Cannibal Corpse för Summer Slaughter 2016.
År 2016 släppte Slaughter to Prevail sin debut-EP "Chapters of Misery", vilken innehöll några av deras mest kända låtar som "Crowned & Conquered" och "As The Vultures Circle". EP:n fick positiva recensioner och ökade bandets popularitet ytterligare.
Efter att ha turnerat intensivt och byggt upp en trogen fanskara släppte bandet sitt första studioalbum, "Misery Sermon", år 2017. Albumet hyllades av både fans och kritiker och tog Slaughter to Prevail till en internationell publik.

## Stil
Slaughter to Prevail har främst beskrivits som deathcore, med en betoning på Terribles extremt djupa gutturala sång. Terrible har nämnt att bandet har påverkats av andra framstående deathcore-band som Suicide Silence, Bring Me the Horizon och Carnifex. Albumet "Kostolom" markerade en stilistisk förändring, där recensenter noterade influenser från nu metal, såsom Slipknots "Iowa". 
Slaughter to Prevail's texter är skrivna på både ryska och engelska, och båda språken förekommer ofta i samma låt.

## Medlemmar

### Nuvarande Medlemmar
- Aleksandr "Alex Terrible" Shikolai (Александр Шиколай) —  sång (ex-We Are Obscurity) (2014–nutid)
- Mikhail "Mike" Petrov (Михаил Петров) — bas (My Autumn) (2016–nutid)
- Evgeny Novikov (Евгений Новиков) — trummor (Katalepsy) (2018–nutid)
- Jack Simmons — led gitarr (Acrania, Hollow Prophet) (2014–nutid)
- Dmitry "Dima" Mamedov (Дмитрий Мамедов) — rytm gitarr (We Are Obscurity) (2015, 2021–nutid)

### Tidigare Medlemmar
- Anton Poddyachy – trummor (spelade i Lost in Alaska & We Are Obscurity) (2014–2018)
- Maxim Zadorin – gitarr (ex-We Are Obscurity)
- Slava Antonenko – gitarr (spelade i Lost in Alaska & With Ink Instead of Blood) (2014–2016)
- Filipp Kucheryavyh – bas (2014–2016)
- Sam Baker – gitarr (2015)
- Justin Czubas - gitarr (spelade i Lunaform & Shelia) (2018)
- Jared Delgado – gitarr (spelade i The Hopewell Furnace) (2017–2018)
- Robert Brown – gitarr (spelade i So This Is Suffering) (2018–2020)

## Diskografi
- Chapters of Misery (EP, 2016)
- Misery Sermon (studioalbum, 2017)
- Kostolom (studioalbum, 2021)